# Vít Přindiš
Vít Přindiš (ur. 14 kwietnia 1989 r. w Pradze) – czeski kajakarz górski, mistrz świata, sześciokrotny mistrz Europy.
Jego ojciec, Pavel, również był kajakarzem górskim reprezentującym Czechosłowację i Czechy i uczestniczył na igrzyskach olimpijskich w 1992 roku w Barcelonie.